# 鬼吹灯
《鬼吹灯》是一部中国的网络小说，主要内容是盗墓寻宝，作者為天下霸唱。第一部小说包括四卷，分别是《精绝古城》、《龙岭迷窟》、《云南虫谷》和《昆仑神宫》。第二部内容涉及陈瞎子和鹧鸪哨（楊雪莉之外公）之盗墓往事，分别是《黃皮子坟》、《南海归墟》、《怒晴湘西》和《巫峡棺山》。
全八卷简体中文版由安徽文艺出版社发行，但对原书中部分“封建迷信”、“恐怖灵异”的内容进行删改。本书在台灣由高寶國際出版集團出版繁體中文版，每卷分配內容進度與简体中文版略有不同，在第二部將《巫峽棺山》分成《不死地仙》及《巫峽棺山》。

## 主要人物介绍

### 胡八一
小说第一人称主人公，八一建军节當日於福建出生，原名胡建军。上幼儿园后，胡父見許多人家的孩子也叫建軍，便將其改名为胡八一。18岁时，胡八一被抄家，只留下一本偷藏的《十六字阴阳风水秘术》残卷。胡八一插队去内蒙的岗岗营子，同行的有外号“胖子”的王凯旋。胡八一回家探亲当了“后门兵”。在新兵训练营苦熬了三个月后，被调往青藏高原的昆仑山口62道班兵站。後來在中越戰爭中，違反軍方對待俘虜的規定，遭到解職。胡八一藉助《十六字阴阳风水秘术》残卷自學了風水技巧和盜墓技術。

### Shirley杨／杨雪莉
美国华侨，长相出众的美女。自小在美国长大，性格上受西式文化影响，豪爽大方，胆大心细。家中财产丰厚，是传统的摸金门第探险世家，外公就是后文所提到的鹧鸪哨，因此对於传统探险掘丘装备非常熟悉。Shirley杨爲了找尋在中國探險時失蹤的父親來到中國，組織探險隊時雇用了胡八一和王凯旋。每次行动时，都能妥善准备各种道具。探险时是大家的坚实依靠，她的冷静在眾人遭逢困境的时候，多次化解了危局。

### 王凯旋
本名凱旋 ，與胡八一是一起長大的哥兒們，曾任青年突擊隊，有懼高症，除此之外天不怕地不怕。總是在關鍵處出錯、危急中生招。体重196斤。王凯旋因爲與胡八一一起做“個體戶”小本生意開始隨同胡八一參與盜墓探險。

## 出版書籍

### 中国大陆
| 卷數   | 標題                 | 安徽文藝出版社 | 安徽文藝出版社         |        |
| 卷數   | 標題                 | 發售日期       | ISBN                   |        |
| 第一部 | 第一部               | 第一部         | 第一部                 | 第一部 |
| ------ | -------------------- | -------------- | ---------------------- | ------ |
| 1      | 鬼吹燈之精絕古城     | 2006年9月1日   | ISBN 978-753-962-804-9 |        |
| 2      | 鬼吹燈之龍嶺迷窟     | 2006年11月1日  | ISBN 978-753-962-822-7 |        |
| 3      | 鬼吹燈之雲南蟲谷     | 2006年11月1日  | ISBN 978-753-962-831-6 |        |
| 4      | 鬼吹燈之崑崙神宮     | 2006年12月1日  | ISBN 978-753-962-836-3 |        |
| 第二部 |                      |                |                        |        |
| 5      | 鬼吹燈Ⅱ之一 黃皮子墳 | 2007年1月1日   | ISBN 978-753-962-883-7 |        |
| 6      | 鬼吹燈Ⅱ之二 南海歸墟 | 2007年10月1日  | ISBN 978-753-962-903-2 |        |
| 7      | 鬼吹燈Ⅱ之三 怒晴湘西 | 2007年12月1日  | ISBN 978-753-962-921-6 |        |
| 8      | 鬼吹燈Ⅱ之四 巫峽棺山 | 2008年4月1日   | ISBN 978-753-962-915-5 |        |

| 標題               | 安徽文藝出版社 | 安徽文藝出版社         |
| 標題               | 發售日期       | ISBN                   |
| ------------------ | -------------- | ---------------------- |
| 鬼吹燈之一精絕古城 | 2010年5月1日   | ISBN 978-753-963-353-4 |
| 鬼吹燈之二龍嶺迷窟 | 2010年5月1日   | ISBN 978-753-963-354-1 |
| 鬼吹燈之三雲南蟲谷 | 2010年5月1日   | ISBN 978-753-963-355-8 |
| 鬼吹燈之四崑崙神宮 | 2010年5月1日   | ISBN 978-753-963-356-5 |

- . 安徽文藝出版社. 2009-08-01 [2006]. ISBN 978-753-962-915-5 （中文）.（简体中文）
- . 金城出版社. 2010-11: 288頁 [2010]. ISBN 978-780-251-621-2 （中文）.（简体中文）

### 臺灣
| 卷數   | 標題                 | 高寶出版社     | 高寶出版社             |        |
| 卷數   | 標題                 | 發售日期       | ISBN                   |        |
| 第一部 | 第一部               | 第一部         | 第一部                 | 第一部 |
| ------ | -------------------- | -------------- | ---------------------- | ------ |
| 1      | 鬼吹燈之一 精絕古城  | 2007年4月10日  | ISBN 978-986-185-054-2 |        |
| 2      | 鬼吹燈之二 龍嶺迷窟  | 2007年4月10日  | ISBN 978-986-185-055-9 |        |
| 3      | 鬼吹燈之三 雲南蟲谷  | 2007年5月2日   | ISBN 978-986-185-056-6 |        |
| 4      | 鬼吹燈之四 崑崙神宮  | 2007年5月2日   | ISBN 978-986-185-057-3 |        |
| 第二部 |                      |                |                        |        |
| 5      | 鬼吹燈Ⅱ之一 黃皮子墳 | 2007年11月7日  | ISBN 978-986-185-116-7 |        |
| 6      | 鬼吹燈Ⅱ之二 南海歸墟 | 2007年11月7日  | ISBN 978-986-185-117-4 |        |
| 7      | 鬼吹燈Ⅱ之三 怒晴湘西 | 2007年12月26日 | ISBN 978-986-185-137-2 |        |
| 8      | 鬼吹燈Ⅱ之四 不死地仙 | 2008年6月4日   | ISBN 978-986-185-192-1 |        |
| 9      | 鬼吹燈Ⅱ之五 巫峽棺山 | 2008年6月4日   | ISBN 978-986-185-193-8 |        |

## 衍生产物

### 改编漫画
一共有两个版本：
- 由中国漫画家林莹等人改编，从2007年起绘制，黑白制版，由负责小说出版的安徽文艺出版社出版，现已发行《精绝古城》（1、2）、《龙岭迷窟》（1、2）和《云南虫谷》（1、2）共六本。
- 由中国漫画家姚非拉改编，从2009年起绘制，彩色制版，实体书由天津人民出版社出版，另在App Store上以互动有声漫画的形式发行。

### 有声小说
- 杭州的EBC5网络电台录制的有声版《鬼吹灯》[1]，在无宣传的情况下，创造收听奇迹，其影响力不小于原版小说，主講者豐帆有一群死忠听迷。
- 北京人民广播电台文艺广播（FM87.6MHz，北京地区）录制成有声小说并播放，由艾宝良播讲。
- 广州ShowFM.net网络电台录制的粤语有声版《鬼吹灯》[2]将小说原汁原味地以粤语播讲。

### 改編遊戲
- 《鬼吹燈外傳OnLine》，以鬼吹燈故事背景改編而成的線上遊戲，於2009年9月22日正式上線[3]。

### 院线电影版
《鬼吹灯》系列小說中，第一部（《精絕古城》、《龍嶺迷窟》、《雲南蟲谷》和《崑崙神宮》）授权给中影，第二部（《黃皮子墳》、《南海歸墟》、《怒晴湘西》和《巫峽棺山》）授权给万达拍攝。
- 《九層妖塔》（2015年）
- 《尋龍訣》（2015年）
- 《云南虫谷》（2018年）
- 《寻龙诀·觅踪》（2025年）

### 網絡电影版
- 《鬼吹灯之巫峡棺山》（2019年）
- 《鬼吹灯之怒晴湘西》（2019年）
- 《云南虫谷之献王传说》（2020年）
- 《鬼吹灯之龙岭迷窟》（2020年）
- 《鬼吹灯之龙岭神宫》（2020年）
- 《鬼吹灯之湘西密藏》（2020年）
- 《鬼吹灯之昆仑神宫》（2020年）
- 《鬼吹灯之黄皮子坟》（2021年）
- 《鬼吹灯之黄皮幽冢》（2021年）
- 《鬼吹灯之精绝古城》（2022年）
- 《鬼吹灯之南海归墟》（2022年）
- 《鬼吹灯之献王虫谷》（2023年）
- 《常乐镇诡事》（2024年）
- 《觀山太保》（2025年）

牧野诡事番外篇：
- 《牧野诡事之金豹子》（2017年）
- 《牧野诡事之神仙眼传》（2018年）
- 《牧野诡事之秦岭龙窟》（2020年）
- 《牧野诡事之卸甲虎王》（2020年开机）
- 《牧野诡事之寻龙》（2020年杀青）
- 《牧野诡事之观山太保》（2021年）
- 《牧野诡事之搬山道人》（2021年开机）

### 電視劇／網絡劇
- 《鬼吹燈之精絶古城》(2016)：由孔笙擔任導演，侯鴻亮擔任製片人，靳東、陳喬恩等主演。
- 《鬼吹燈外传之牧野詭事》(2017)：由赵小鸥、赵小溪担任导演，王大陸、金晨、王櫟鑫等主演。
- 《鬼吹燈外传之黃皮子墳》(2017)：由管虎、费振翔擔任導演，阮經天、徐璐等主演。
- 《鬼吹燈2：怒晴湘西》(2019)：由费振翔担任导演，潘粤明、高伟光、辛芷蕾等人主演的悬疑系列网剧。
- 《鬼吹燈3：龙岭迷窟》(2020)：由费振翔担任导演，潘粵明、張雨綺、姜超主演。佟磊、高偉光、王奎榮出演。
- 《鬼吹灯4：云南虫谷》(2021)：由费振翔担任导演，潘粵明、張雨綺、姜超、梁天、佟磊主演，湯志偉、李晨出演。
- 《鬼吹灯5：昆仑神宫》(2022)：由蔡岳勋担任导演，潘粵明、張雨綺、姜超、湯鎮業、沙寶亮主演，王雨甜、楊瓊出演。
- 《鬼吹灯6：南海歸墟》(2023)：由蔡岳勋担任导演，潘粵明、張雨綺、姜超、湯鎮業主演，王奕強、周楊洋、陳牧馳出演。

互动剧：
- 《龙岭迷窟之最后的搬山道人》(2020)

### 话剧／舞台剧
2014年，根据《鬼吹灯》系列小说改编的话剧版《鬼吹灯——精绝古城》上映，其中有天下霸唱客串。